# Francesco Cetti (Ballonfahrer)

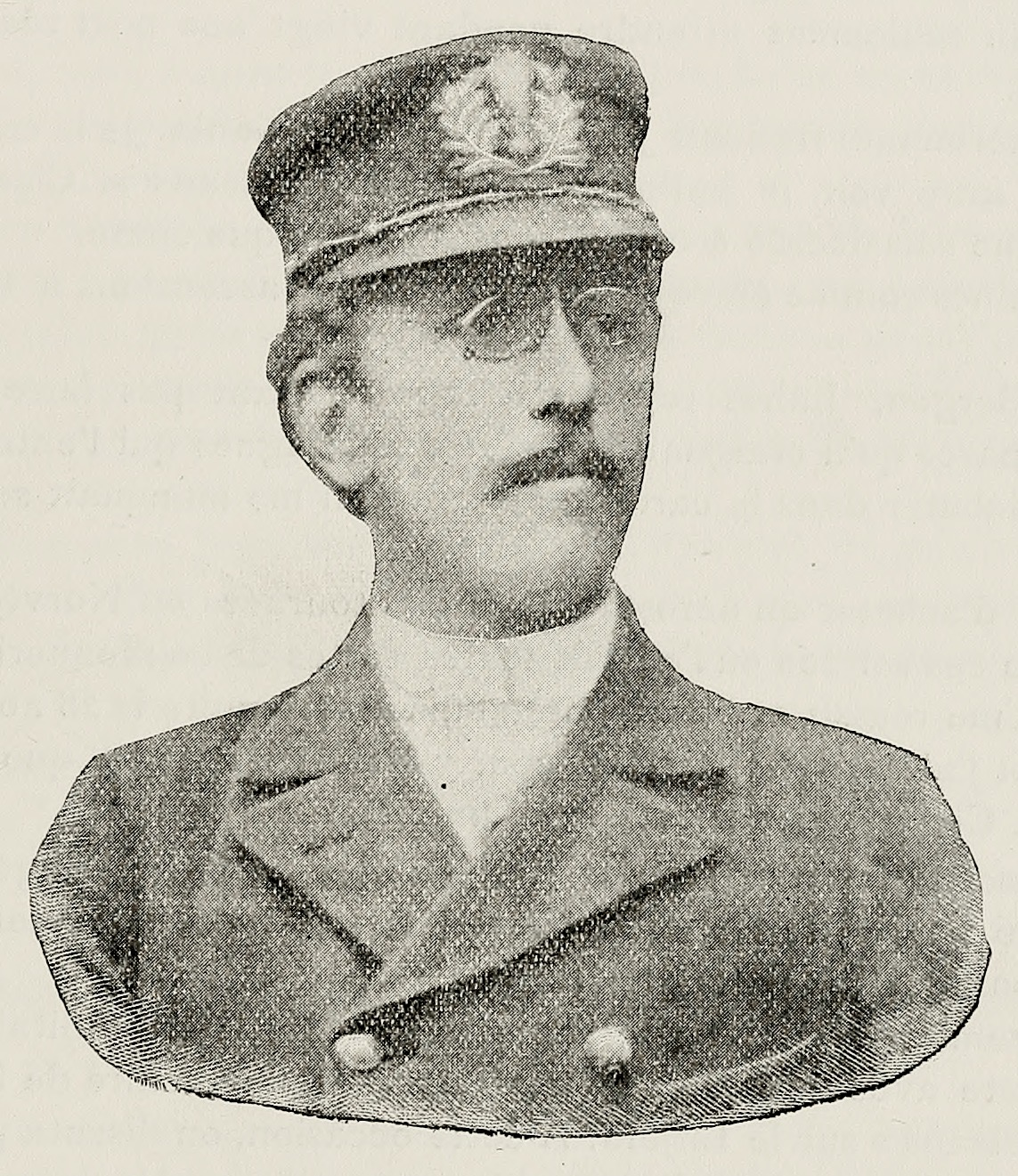
Francesco Cetti 1900

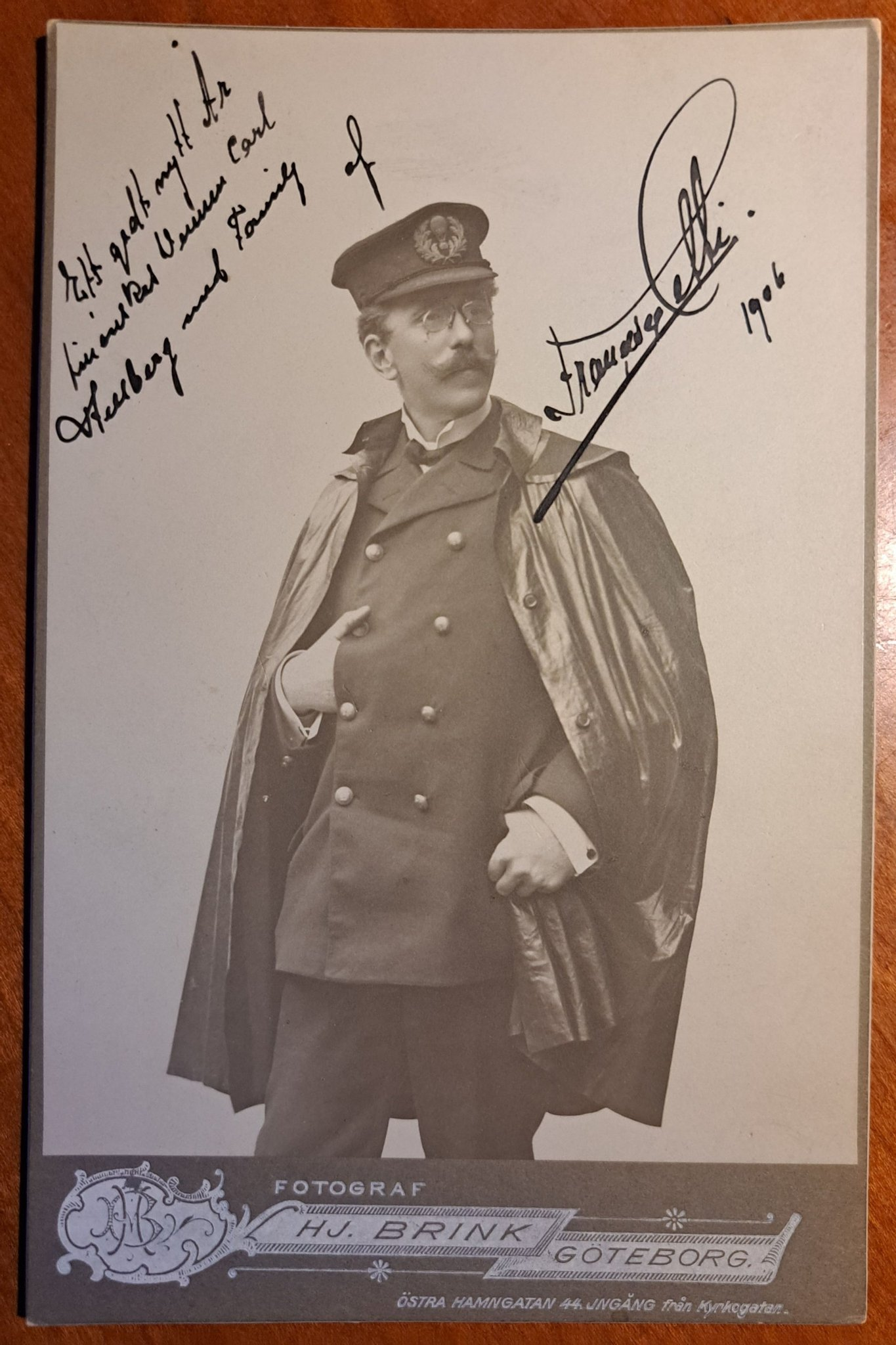
Autogrammkarte Francesco Cettis
Foto: Hjalmar Brink

Francesco Cetti (eigentlich Frants Emil Cetti Forsberg; * 15. April 1860 in Bergen, Norwegen; † 3. April 1925 in Oslo, Norwegen) war ein norwegischer Schausteller und Hungerkünstler sowie der erste berufsmäßige Ballonfahrer Norwegens.

## Leben

### Herkunft und frühe Jahre
Frants Forsberg wurde 1860 in Bergen geboren, wo sich sein aus Italien stammender Großvater Francesco Cetti (1803–1879) im Mai 1830 als Feinmechaniker für meteorologische Messinstrumente niedergelassen hatte. Seine Eltern waren der Kapitän Francisco Cetti Forsberg (1835–1866) und Engel Margrethe Neergaard (1836–?). Er besuchte die Schauspielschule des Theaters Den Nationale Scene in Bergen und begann unter dem Namen Francesco (oder Franzisco) Cetti als reisender Musiker zu arbeiten. Ab der Mitte der 1880er Jahre trat er als Jongleur, Gedankenleser und Zauberkünstler auf Jahrmärkten auf. Seine Kunst des Gedankenlesens und der Gedankenübertragung führte er 1885 auch der schwedischen Königsfamilie vor.

### Hungerkünstler
Nach dem Vorbild des US-amerikanischen Arztes Henry Tanner (1831–1919), der 1880 in New York 40 Tage gefastet und allein am letzten Tag über 2000 Dollar an Eintrittsgeldern verdient hatte, wollte Cetti 1887 in Castans Panopticum in Berlin 30 Tage vor zahlendem Publikum hungern und lediglich Leitungswasser zu sich nehmen. Er bot an, sich dabei unter ärztliche Kontrolle und Beobachtung zu begeben. Als die öffentliche Schaustellung kurzfristig polizeilich verboten wurde, stellte Rudolf Virchow Mittel aus seiner Stiftung zur Verfügung, damit das wissenschaftliche Experiment auch ohne Publikumsgelder zu finanzieren war. Weitere Mittel kamen von der Berliner Medizinischen Gesellschaft, deren Vorsitzender ebenfalls Virchow war. Nach einer gründlichen Untersuchung durch die Ärzte begann Cetti sein Fasten am 11. März. Er war schon vorher mager und wog lediglich 57,1 kg. Nach zehn Hungertagen fanden die Ärzte den Zustand Cettis bereits so kritisch, dass sie das Experiment gegen seinen Willen abbrachen. Bis dahin hatte er 6,5 kg abgenommen.
Schon im Juni 1887 trat Cetti in der Billardhalle des Londoner Royal Aquarium erneut als Hungerkünstler auf. Seine Einnahmen betrugen täglich zwischen 10 und 20 £. Wieder kündigte er an, unter ärztlicher Aufsicht und Beobachtung 30 Tage lang keine Nahrung zu sich nehmen. Als sich sein Gewicht am zehnten Tag der Vorstellung überraschend erhöht hatte, musste er sich einer genauen körperlicher Untersuchung durch die Ärzte unterziehen. Man fand bei ihm „noch ca. ein halbes Pfund getrocknetes Gelee“. Deshalb wurde er „von den ihn […] bewachenden Ärzten in aller Stille an die Luft gesetzt“.

### Ballonfahrer

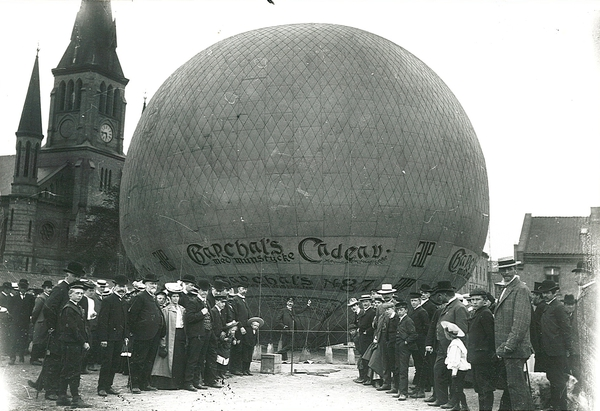
Cetti mit seinem Ballon 1906

Cetti erkannte früh das Potential des Ballons für seine Jahrmarktsaufführungen. In Skandinavien hatten bis dahin noch keine Ballonfahren stattgefunden, wenn auch dadurch, dass 1870 während des Deutsch-Französischen Kriegs der zur Aufklärung gestartete Ballon Ville d’Orleans vom Kurs abgekommen und in der Telemark gelandet war, ein gewisses Interesse geweckt worden war. Am 9. September 1888 führte der französische Ballonpilot Émile-Louis Julhès in Trondheim vor Publikum die erste Ballonfahrt in einer so hohen geographischen Breite durch. Cetti schloss sich Julhès während der nächsten zwei Jahre an und nahm an zahlreichen Aufstiegen in Norwegen und Dänemark teil. Schließlich kaufte er sich einen eigenen Ballon, den er Christiania nannte, und stieg am 28. August 1890 erstmals in eigener Regie auf. Damit war Cetti der erste Ballonpilot Skandinaviens. Am 23. August 1891 verlor er seinen Ballon bei einer Unglücksfahrt in Trøndelag. Einer seiner Passagiere fiel aus dem Korb und wurde nie gefunden. Ein Helfer wurde schwer verletzt. 1895 schrieb der Schausteller und Autor Signor Saltarino (Hermann Otto) in seinem Buch Fahrend Volk: „Erst als Musiker, dann als Antispiritist, Wetthungerer und Luftschiffer thätig , hatte Cetti in all seinen artistischen Unternehmen ganz ausnahmsweises Pech und er schlug sich immer recht kümmerlich durch die Welt.“
1892 bereiste Cetti mit seinem Ballon das Nachbarland Schweden. In Stockholm traf er Salomon August Andrée und gab ihm Unterricht. Fünf Jahre später versuchte Andrée mit dem Ballon Örnen zum geographischen Nordpol zu fahren und kam dabei mit seinen beiden Begleitern ums Leben. 1895 bildete Cetti mit Eivind Astrup einen weiteren Polarforscher aus, der ähnliche Pläne wie Andrée verfolgte. Dabei entstanden die ersten Luftbilder Norwegens.
1897 verbrachte Cetti acht Monate in Argentinien, wo er im Auftrag der dortigen Regierung den Aufbau eines Ballonkorps unterstützte. In den Jahren nach 1900 meldete er in Schweden mehrere Patente für Ballonkonstruktionen an. 1909 wurde Cetti vom Norwegischen Luftfahrtverein (Norsk Luftseiladsforening) als technischer Berater und Ausbilder mit einem monatlichen Gehalt von 150 Kronen eingestellt. Er bot dem Verein seinen Ballon für 2500 Kronen zum Kauf an, aber der entschied sich für einen neuen Ballon aus Augsburg. Als dieser im Januar 1910 geliefert wurde, wurde er unter Cettis Leitung auf dem Kontraskjær montiert. Die Jungfernfahrt fand unter Leitung des deutschen Chemieprofessors Hugo Erdmann statt. Im Korb befanden sich auch Kapitän Olaf Sivertsen und Leutnant Einar Sem-Jacobsen (1878–1936), die ersten beiden Aeronauten-Schüler des Vereins, die von Cetti ausgebildet wurden. Die Schüler führten im Frühling fünf Ballonfahrten mit ihm durch und erfüllten damit die Anforderungen der internationalen Luftfahrtorganisation FAI für eine Pilotenlizenz, die sie am 17. Juni erhielten. Gleichzeitig erhielt auch Cetti seine Lizenz – 20 Jahre, nachdem er seine Karriere als Ballonführer begonnen hatte. Während des Ersten Weltkriegs fanden keine zivilen Ballonfahrten mehr statt, weil das als Traggas verwendete Leuchtgas zu teuer wurde.